# Qarajaq
Qarajaq [qɑʁaˈjɑq] (nach alter Rechtschreibung K'arajaĸ) ist eine wüst gefallene grönländische Siedlung im Distrikt Uummannaq in der Avannaata Kommunia.

## Lage
Qarajaq liegt am Westufer des Qarassap Ikera relativ am Ende des Uummannap Kangerlua. Der nächstgelegene Ort ist Ikerasak, das sich 21 km westnordwestlich befindet. Qarajaq war der südlichste Ort des Kolonialdistrikts.

## Geschichte
Qarajaq wurde um 1865 durch einen Bewohner aus Ikerasak besiedelt. 1911 wurde Qarajaq Teil der Gemeinde Ikerasak. 1915 hatte der Ort 34 Einwohner, die in fünf Häusern lebten. Es gab neun Jäger, einen Fischer und einen Katecheten. 1921 wurde Qarajaq aufgegeben.